# Andrius Jurkūnas
Andrius Jurkūnas (ur. 21 maja 1976 w Kownie) — litewski koszykarz, medalista olimpijski.

## Kariera
Andrius Jurkūnas brał udział na Letnich Igrzyskach Olimpijskich 1996 w Atlancie. Podczas tych igrzysk udało się mu wraz z reprezentacją Litwy w koszykówce zająć 3. miejsce i odebrać brązowy medal.

### Kluby
Źródło:
- 2000-2001 -  Žalgiris Kowno
- 2002 -  Polonia Warszawa
- 2002-2003 -  Hapoel Jerusalem B.C.
- 2003-2004 -  Astoria Bydgoszcz
- 2004 -  Elitzur Ashkelon
- 2005 -  Dornbirn Lions
- 2005-2009 -  Szolnoki Olaj KK
- 2011-2013 -  BC Savanoris
- 2013 -  Molėtai „Ežerūnas karys“ (2013)